# 부족
부족(部族, tribe)은 민족이나 씨족과 같이 동일한 태생과 역사적 배경을 가지고, 공통의 문화나 언어, 가치관 위에서 공동 생활을 영위하는 집단을 뜻한다. 인간 사회 집단 분류를 가리키기 위해 여러 문맥에서 사용된다.

## 용어
부족의 영단어 tribe는 중세 영어 tribu에서 온 것이며, 이 단어는 라틴어 낱말 tribus에서 비롯되었다. 언어학자들은 라틴어 낱말 tribus가 2개의 요소가 하나로 합쳐진 것이라 주장한다: 3을 뜻하는 tri + "~이(가) 될/to be"를 의미하는 동사 뿌리인 bhu, bu, fu.

## 의미
일반적으로 문명 사회의 관점에서 소위 "문명화되지 않은" 소규모의 종족 집단들을 가리킬 때 사용되는 말로서, 그 용어의 적절성에 대한 논란도 적지 않다.
인류학적으로 "부족"(tribe)이라 하면 보통 수렵채집민 생활을 유지하는 원시적인 종족 집단을 가리키며, 비교적 발전되어 친족관계나 추장 지도자에 의해 유지되는 계층화된 작은 사회도 부족이라고 부르기도 한다.

## 현대

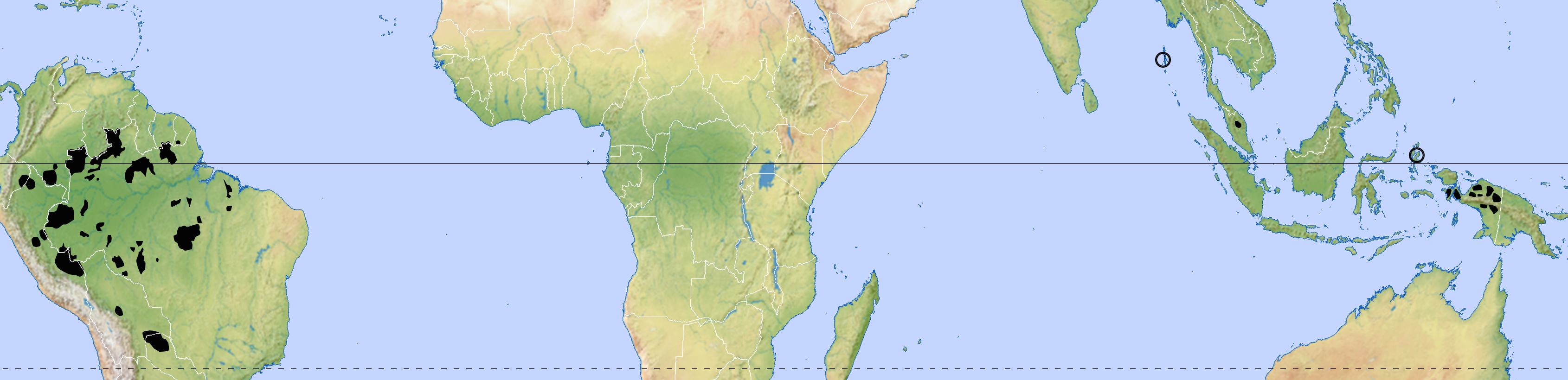
21세기 초의 미접촉부족의 지도

오늘날에는 많은 원시 부족이 현대 문명과 접촉하고 동화됨으로써 사라져갔고, 전통적인 생활방식을 온전히 유지하는 부족은 흔하지 않다. 그 중에서도 문명의 영향을 거의 받지 않은 미접촉부족은 아마존 우림, 아프리카의 내륙 지방, 동남아시아의 일부 지역, 안다만 니코바르 제도의 몇몇 부족, 파푸아섬 내륙 지방 등 외부로부터 접근성이 낮은 지역에 한하여 위치해 있는데, 이들 지역에서도 미접촉부족은 극히 드문 편에 속한다.
현대적 국가는 자국의 영토 내에서 문명과 어느 정도 거리를 두며 사는 부족들을 특별 대우, 관리하기도 하는데, 그러한 대표적인 제도로는 미국의 원주민을 위한 인디언 보호구역, 인도의 지정 카스트 및 지정 부족 제도 등이 있다.

## 같이 보기
- 민족
- 사회 집단